# Československo na olympijských hrách
Československo se účastnilo olympijských her v letech 1920–1992. Čeští sportovci se účastnili pod vedením ČOV olympijských her i před vznikem Československa pod hlavičkou Bohemie a po zániku Československa pod vlajkou Česka. 
Českoslovenští sportovci získali na olympijských hrách celkem 168 medailí. 143 na letních hrách, a to hlavně v gymnastice, atletice a zápasu. 25 cenných kovů přivezli z her zimních, když uspěli zejména ve skocích na lyžích a v ledním hokeji. Nejúspěšnějšími československými olympioniky byli gymnastka Věra Čáslavská, jež získala 11 olympijských medailí, z nichž sedm bylo zlatých a čtyři stříbrné, a běžec Emil Zátopek, držitel pěti olympijských medailí, z nichž čtyři byly zlaté a jedna stříbrná. 
Československo se spolu s některými zeměmi východního bloku neúčastnilo letních olympijských her roku 1984 v Los Angeles. SSSR se tehdy rozhodl hry bojkotovat jako odplatu za bojkotování předešlých letních her v Moskvě Spojenými státy, kvůli ruské invazi do Afghánistánu. Oficiálním důvodem neúčasti, jak jej vytrvale prezentoval ČSOV a s ním mnozí sportovci, byla "neschopnost americké strany zajistit bezpečnost účastníků olympiády". Sovětská propaganda rovněž popírala souvislost rozhodnutí s předchozí olympiádou a zdůrazňovala, že nejde o bojkot a odvetu, ale příčinou neúčasti jsou obavy o bezpečnost sportovců. 

## Účast naLOH
| Přehled československých medailí na LOH | Přehled československých medailí na LOH | Přehled československých medailí na LOH | Přehled československých medailí na LOH | Přehled československých medailí na LOH | Přehled československých medailí na LOH | Přehled československých medailí na LOH |
| --------------------------------------- | --------------------------------------- | --------------------------------------- | --------------------------------------- | --------------------------------------- | --------------------------------------- | --------------------------------------- |
| Poř.                                    | Československo na LOH                   | Město / Země                            | Zlatá olympijská medaile                | Stříbrná olympijská medaile             | Bronzová olympijská medaile             | Celkem                                  |
| 7                                       | Československo na LOH 1920              | 1920 Antverpy (Belgie)                  | 0                                       | 0                                       | 2                                       | 2                                       |
| 8                                       | Československo na LOH 1924              | 1924 Paříž (Francie)                    | 1                                       | 4                                       | 5                                       | 10                                      |
| 9                                       | Československo na LOH 1928              | 1928 Amsterdam (Nizozemsko)             | 2                                       | 5                                       | 2                                       | 9                                       |
| 10                                      | Československo na LOH 1932              | 1932 Los Angeles (USA)                  | 1                                       | 2                                       | 1                                       | 4                                       |
| 11                                      | Československo na LOH 1936              | 1936 Berlín (Německo)                   | 3                                       | 5                                       | 0                                       | 8                                       |
| 14                                      | Československo na LOH 1948              | 1948 Londýn (Velká Británie)            | 6                                       | 2                                       | 3                                       | 11                                      |
| 15                                      | Československo na LOH 1952              | 1952 Helsinky (Finsko)                  | 7                                       | 3                                       | 3                                       | 13                                      |
| 16                                      | Československo na LOH 1956              | 1956 Melbourne (Austrálie)              | 1                                       | 4                                       | 1                                       | 6                                       |
| 17                                      | Československo na LOH 1960              | 1960 Řím (Itálie)                       | 3                                       | 2                                       | 3                                       | 8                                       |
| 18                                      | Československo na LOH 1964              | 1964 Tokio (Japonsko)                   | 5                                       | 6                                       | 3                                       | 14                                      |
| 19                                      | Československo na LOH 1968              | 1968 Ciudad de México (Mexiko)          | 7                                       | 2                                       | 4                                       | 13                                      |
| 20                                      | Československo na LOH 1972              | 1972 Mnichov (Německo)                  | 2                                       | 4                                       | 2                                       | 8                                       |
| 21                                      | Československo na LOH 1976              | 1976 Montréal (Kanada)                  | 2                                       | 2                                       | 4                                       | 8                                       |
| 22                                      | Československo na LOH 1980              | 1980 Moskva (SSSR)                      | 2                                       | 3                                       | 9                                       | 14                                      |
| 23                                      | -                                       | 1984 Los Angeles (USA)                  | bez československé účasti               | bez československé účasti               | bez československé účasti               | bez československé účasti               |
| 24                                      | Československo na LOH 1988              | 1988 Soul (Jižní Korea)                 | 3                                       | 3                                       | 2                                       | 8                                       |
| 25                                      | Československo na LOH 1992              | 1992 Barcelona (Španělsko)              | 4                                       | 2                                       | 1                                       | 7                                       |
|                                         | Celkem                                  |                                         | 49                                      | 49                                      | 45                                      | 143                                     |

### Medaile podle letních sportů
| Sport                              | Zlato | Stříbro | Bronz | Celkem |
| Sportovní gymnastika               | 12    | 13      | 10    | 35     |
| Atletika                           | 11    | 8       | 5     | 24     |
| Zápas                              | 1     | 7       | 7     | 15     |
| Kanoistika                         | 7     | 4       | 1     | 12     |
| Veslování                          | 2     | 2       | 7     | 11     |
| Sportovní střelba                  | 4     | 3       | 2     | 9      |
| Vzpírání                           | 3     | 2       | 3     | 8      |
| Box                                | 3     | 1       | 2     | 6      |
| Cyklistika                         | 2     | 2       | 2     | 6      |
| Tenis                              | 1     | 1       | 2     | 4      |
| Skoky do vody                      | 1     | 1       | 0     | 2      |
| Fotbal                             | 1     | 1       | 0     | 2      |
| Moderní pětiboj                    | 0     | 1       | 1     | 2      |
| Volejbal                           | 0     | 1       | 1     | 2      |
| Jezdectví                          | 1     | 0       | 0     | 1      |
| Pozemní hokej                      | 0     | 1       | 0     | 1      |
| Házená                             | 0     | 1       | 0     | 1      |
| Judo                               | 0     | 0       | 1     | 1      |
| Lední hokej (1920 na programu LOH) | 0     | 0       | 1     | 1      |
| Celkem                             | 49    | 49      | 45    | 143    |

## Účast naZOH
| Přehled československých medailí na ZOH | Přehled československých medailí na ZOH | Přehled československých medailí na ZOH | Přehled československých medailí na ZOH | Přehled československých medailí na ZOH | Přehled československých medailí na ZOH | Přehled československých medailí na ZOH |
| --------------------------------------- | --------------------------------------- | --------------------------------------- | --------------------------------------- | --------------------------------------- | --------------------------------------- | --------------------------------------- |
| Poř.                                    | Československo na ZOH                   | Město / Země                            | Zlatá olympijská medaile                | Stříbrná olympijská medaile             | Bronzová olympijská medaile             | Celkem                                  |
| 1                                       | Československo na ZOH 1924              | 1924 Chamonix (Francie)                 | 0                                       | 0                                       | 0                                       | 0                                       |
| 2                                       | Československo na ZOH 1928              | 1928 Svatý Mořic (Švýcarsko)            | 0                                       | 0                                       | 1                                       | 1                                       |
| 3                                       | Československo na ZOH 1932              | 1932 Lake Placid (USA)                  | 0                                       | 0                                       | 0                                       | 0                                       |
| 4                                       | Československo na ZOH 1936              | 1936 Garmisch-Partenkirchen (Německo)   | 0                                       | 0                                       | 0                                       | 0                                       |
| 5                                       | Československo na ZOH 1948              | 1948 Svatý Mořic (Švýcarsko)            | 0                                       | 1                                       | 0                                       | 1                                       |
| 6                                       | Československo na ZOH 1952              | 1952 Oslo (Norsko)                      | 0                                       | 0                                       | 0                                       | 0                                       |
| 7                                       | Československo na ZOH 1956              | 1956 Cortina d'Ampezzo (Itálie)         | 0                                       | 0                                       | 0                                       | 0                                       |
| 8                                       | Československo na ZOH 1960              | 1960 Squaw Valley (USA)                 | 0                                       | 1                                       | 0                                       | 1                                       |
| 9                                       | Československo na ZOH 1964              | 1964 Innsbruck (Rakousko)               | 0                                       | 0                                       | 1                                       | 1                                       |
| 10                                      | Československo na ZOH 1968              | 1968 Grenoble (Francie)                 | 1                                       | 2                                       | 1                                       | 4                                       |
| 11                                      | Československo na ZOH 1972              | 1972 Sapporo (Japonsko)                 | 1                                       | 0                                       | 2                                       | 3                                       |
| 12                                      | Československo na ZOH 1976              | 1976 Innsbruck (Rakousko)               | 0                                       | 1                                       | 0                                       | 1                                       |
| 13                                      | Československo na ZOH 1980              | 1980 Lake Placid (USA)                  | 0                                       | 0                                       | 1                                       | 1                                       |
| 14                                      | Československo na ZOH 1984              | 1984 Sarajevo (Jugoslávie)              | 0                                       | 2                                       | 4                                       | 6                                       |
| 15                                      | Československo na ZOH 1988              | 1988 Calgary (Kanada)                   | 0                                       | 1                                       | 2                                       | 3                                       |
| 16                                      | Československo na ZOH 1992              | 1992 Albertville (Francie)              | 0                                       | 0                                       | 3                                       | 3                                       |
|                                         | Celkem                                  |                                         | 2                                       | 8                                       | 15                                      | 25                                      |

### Medaile podle zimních sportů
| Sport           | Zlato | Stříbro | Bronz | Celkem |
| Lední hokej     | 0     | 4       | 3     | 7      |
| Skoky na lyžích | 1     | 2       | 4     | 7      |
| Krasobruslení   | 1     | 1       | 3     | 5      |
| Běh na lyžích   | 0     | 1       | 4     | 5      |
| Alpské lyžování | 0     | 0       | 1     | 1      |
| Celkem          | 2     | 8       | 15    | 25     |